# هفت گناهکار (فیلم ۱۹۲۵)
هفت گناهکار (انگلیسی: Seven Sinners) فیلمی آمریکایی در سبک معمایی و جنایی به کارگردانی لوئیس مایلستون است که در سال ۱۹۲۵ منتشر شد. از بازیگران آن می‌توان به ماری پره‌وو و کلیو بروک اشاره کرد.